# Chaco (Juego de mesa)
El Chaco es un juego de guerra de tablero de tema histórico diseñado por Frank Chadwick y Marc Miller, publicado por Game Designers' Workshop (GDW) en 1973. El juego simula la Guerra del Chaco (1932-1935) entre Bolivia y Paraguay, centrándose en el combate de infantería a nivel de regimiento. Un aspecto clave de la jugabilidad implica la importancia estratégica de las líneas de agua y suministro, lo que refleja las duras condiciones del desierto de la región del Gran Chaco. Las unidades de combate deben priorizar el control de ríos y caminos para mantener el suministro, lo que hace que la gestión de recursos sea tan crucial como las tácticas de campo de batalla.

## Contexto histórico
En 1932, Bolivia y Paraguay entraron en guerra por la propiedad de la árida zona norte de la región del Gran Chaco, que se pensaba que contenía grandes reservas de petróleo. Ambos bandos tuvieron problemas para trasladar soldados y suministros al remoto desierto; una vez allí, los soldados pasaron más tiempo buscando fuentes de agua durante los tres años de guerra que combatiendo.  Nicholas Palmer lo calificó como "un baño de sangre atroz en el que las técnicas de la Primera Guerra Mundial se combinaron con la potencia de fuego de la Segunda Guerra Mundial". 

## Características del juego
El juego presenta un mapa hexagonal de 22" x 28" escalado a 10 millas por hexágono e incluye 380 fichas que representan unidades militares. El libro de reglas proporciona una combinación de reglas estándar y opcionales, lo que permite a los jugadores personalizar los escenarios. Las reglas opcionales introducen elementos como tanques, aviones e incluso intervenciones de la Marina de los EE. UU., lo que agrega variedad a la jugabilidad principal. 
Chaco se ha destacado por su mecánica simple pero por su gran profundidad estratégica. Fue uno de los pocos juegos de guerra que exploraba los conflictos sudamericanos en su momento, lo que lo convirtió en una incorporación única a la comunidad de juegos de guerra. El juego suele ser elogiado por su precisión histórica y equilibrio táctico, y resulta atractivo tanto para jugadores ocasionales como experimentados.

### Jugabilidad
El juego utiliza turnos tradicionales de "yo voy, tú vas" y reglas simples, con varias reglas opcionales como patrullas divisionales, reservas de reacción rápida, condiciones de victoria de costo humano, tanques, aviones, cañones antiaéreos y cañoneras. Cada jugador elige tres reglas opcionales que le gustaría y también elige una regla que el jugador oponente no puede elegir. 

### Escenarios
El juego viene con una variedad de escenarios cortos. Uno presenta a los Marines de los EE. UU., interpretados por un tercer jugador, que puede intervenir en nombre de cualquiera de los bandos o luchar contra ambos en un intento de restablecer las fronteras anteriores a la guerra. 

### Condiciones de victoria
Las condiciones de victoria generalmente giran en torno al control territorial, aunque una regla opcional de "costo humano" puede llevar a la victoria a pesar de las pérdidas territoriales si se sufren menos bajas. 

## Historial de publicaciones
Chaco, el primer juego de guerra publicado sobre la Guerra del Chaco,  fue diseñado por Marc Miller y fue lanzado como un juego en bolsa ziplock por GDW en 1973 como uno de sus primeros productos. 
Siguió siendo uno de los pocos juegos de guerra ambientados en América del Sur, al que se unió la Operacao Littorio de AWA en 1976.

## Reseñas del juego
En su libro de 1977 The Comprehensive Guide to Board Wargaming, Nicholas Palmer señaló que "El juego básico es simple y ágil". Calificó la regla que permite a un jugador prohibir al otro jugador elegir una determinada regla opcional como "un toque interesante". 
En el libro de 1980 The Best of Board Wargaming, Marcus Watney señaló que "Su gran atractivo reside en las opciones estratégicas abiertas a los jugadores y la interacción de esas opciones". Concluyó: "Con una duración de solo seis turnos, este juego es ideal para desarrollar unas pocas horas al final de una convención; las reglas se aprenden rápidamente, el juego es desafiante y la situación es colorida". 
En Issue 6  de Simulacrum, Brian Train señaló que GDW fue el primero en publicar un juego sobre esta oscura guerra, comentando que en sus inicios, GDW "Era conocida por hacer las cosas un poco diferente, trataban temas que nadie más habría considerado tocar". Llamó a Chaco "Un juego relativamente simple, pero (el diseñador) Marc Miller hizo lo mejor que pudo para hacer un diseño inusual e interesante". Train calificó el escenario que involucraba a los marines estadounidenses como "extraño". 
Richard Berg calificó a Chaco como "Un juego que vale la pena explorar", y señaló que "entre dos jugadores iguales, el juego se desarrolla como una batalla tensa entre la punta de lanza paraguaya en el sur y la ofensiva boliviana en el norte". Concluyó: "En general, este es un juego emocionante y bien hecho que ofrece una acción de juego rápida y tensa para cualquier jugador interesado en descubrir los hechos sobre el último gran enfrentamiento de infantería de este siglo". 
En Issue 1 de Fire & Movement, Raymond Lowe llamó a Chaco "Un juego bastante simple y directo, que a juzgar por las reglas adicionales, tiene la capacidad de ser una versión latina de 1914 [Avalon Hill, 1968]".

## Premios
Chaco fue finalista del premio Charles S. Roberts en 1991 en la categoría "Mejor juego de mesa de antes de la Segunda Guerra Mundial".